# Jordan z Pizy
Jordan z Pizy (ur. ok. 1260 w Rivalto (okolice Pizy); zm. 19 sierpnia 1311 w Piacenzy) – błogosławiony Kościoła katolickiego, włoski dominikanin.

## Życiorys
Wstąpił do zakonu dominikanów w Pizie w 1280 r. Pełnił funkcję lektora w różnych domach zakonu. Był również kaznodzieją nauczającym w rejonie Pizy i Florencji, przy czym w kazaniach używał dialektu toskańskiego zamiast łaciny. Zachorował podczas podróży z Pizy do Paryża i zmarł w Piacenzy 19 sierpnia 1311 r.
Jego relikwie znajdują się w kościele św. Katarzyny w Pizie.
Jego kult zatwierdził Grzegorz XVI 23 sierpnia 1833 r.